# Caradrina wiltshirei
Caradrina wiltshirei là một loài bướm đêm trong họ Noctuidae.